# معركة فرانكلين عام 1863
معركة فرانكلين عام 1863 هي معركة وقعت في يوم 10 أبريل 1863 ، في مقاطعة ويليامسون بولاية تينيسي ، خلال الحرب الأهلية الأمريكية . كانت مشاركة بسيطة في نفس موقع معركة فرانكلين الأكثر شهرة والتي وقعت في (30 نوفمبر 1864) ، وتعد المعركة جزء من حملة فرانكلين-ناشفيل وانتهت بانتصار قوات الاتحاد.